# Kay McFarland
Kay McFarland (20 de julio de 1935 - 18 de agosto de 2015) fue una presidenta del Tribunal Supremo de la Suprema Corte de Kansas. Durante sus 35 años como jueza, rompió muchas barreras de género en Kansas. Fue la primera mujer electa para el cargo de juez en el Condado de Shawnee, Kansas, primera nombrada por la Suprema Corte del estado y primera en obtener el título de presidenta del Tribunal Supremo.

## Vida personal
Kay McFarland nació el 20 de julio de 1935, en Coffeyville, Kansas, hija del Dr. Kenneth y Margaret McFarland. En 1957 se graduó con honores de la Universidad de Washburn en Topeka con doble especialidad en Inglés e Historia de la Ciencia Política. Se graduó de la Facultad de Derecho de la Universidad de Washburn en 1964. McFarland murió el 18 de agosto de 2015.

## Vida profesional
McFarland fue admitida en el tribunal de Kansas y entró dentro de la práctica privada en 1964 en Topeka. En 1971 fue elegida jueza de la Corte de Pruebas y Juveniles del Condado de Shawnee, convirtiéndose en la primera mujer electa para la magistratura en este estado.
En enero de 1973, ganó la elección como juez de la recientemente creada Quinta División del Distrito de la Corte en Topeka. El 19 de septiembre de 1977, fue nombrada directora de la Suprema Corte de Kansas por Robert F. Bennett convirtiéndose en el primer estado con una mujer en la Corte Suprema de Justicia. El 1 de septiembre de 1995 se convirtió en la primera mujer presidente de la Corte Suprema de Justicia de Kansas, reemplazando al retirado Hon. Richard Holmes. Se retiró el 12 de enero de 2009 debido a las leyes estatales que ordenan la jubilación después de la edad de los 70.